# Шекиладзе, Гела
Гела Шекиладзе (груз. გელა შეყილაძე; род. 14 сентября 1970, Батуми) — советский и грузинский футболист, защитник. Главный тренер сборной Таджикистана.

## Клубная карьера
Начал профессиональную карьеру в 1989 году в составе тбилисского МЦОП, который выступал во второй лиге СССР. В 1990 году перешёл в клуб «Батуми», в футболке которого дебютировал в высшей лиге Грузии. Уже в своём первом сезоне стал основным игроком «динамовцев». В сезоне 1996/97 стал бронзовым призёром национального чемпионата, а в сезоне 1997/98 — вице-чемпионом Грузии, обладателем Кубка Грузии и обладателем Суперкубка Грузии. Сезон 1997/98 стал последним для Шекиладзе в «Динамо», в футболке которого он сыграл 239 матчей в грузинском чемпионате и отметился 7 голами.
Летом 1998 года Шекиладзе перешёл к бельгийский клуба «Льерс». В сезоне 1998/99 в составе клуба из Лиры завоевал Кубок Бельгии и Суперкубок Бельгии. Цвета «Льерса» защищал до конца сезона 2001/02. Летом 2002 года перешёл в другой бельгийский клуб — «Руселаре». В следующем году стал игроком киевского «Арсенала». В столичном клубе дебютировал 3 августа 2003 года в выездном поединке 5-го тура высшей лиги Украины против донецкого «Металлурга». Шекиладзе вышел в стартовом составе и отыграл весь матч. В составе столичных «канониров» в высшей лиге сыграл 13 матчей и ещё 3 поединка провёл в Кубке Украины. В 2004 году выступил за киевский ЦСКА. В составе столичного клуба дебютировал 15 мая 2004 года в домашнем поединке 29-го тура против дубля львовских «Карпат». Шекиладзе вышел на поле на сорок шестой минуте, заменив Владимира Аникеева. Этот поединок оказался единственным в футболке киевского ЦСКА. По окончании сезона завершил карьеру футболиста.

## Международная карьера
Дебют за национальную сборную Грузии состоялся 30 марта 1997 года в домашнем товарищеском матче против сборной Армении (7:0). Участвовал в квалификационных матчах на чемпионат мира 1998 и чемпионат Европы 2000. Всего за сборную Шекиладзе сыграл 22 матча.

## Тренерская квалификация
В 2015 году Шекиладзе получил лицензию UEFA Pro. В 2006 он получил тренерскую лицензию УЕФА, а в 2008 — тренерскую лицензию УЕФА «А». В 2012 году он стал инструктором по программам тренерской лицензии УЕФА «B» и «A», а до 2017 года он организовывал конференции, лекции и семинары, а также проводил официальные экзамены УЕФА в различных городах Грузии.

## Карьера тренера

### Сборные Грузии
С 2007 года Шекиладзе начал тренировать различные возрастные группы национальной сборной Грузии. В 2007—2008 годах он был помощником тренера сборной Грузии по футболу (до 21 года). С 2008 по 2011 год он был главным тренером национальных футбольных сборных Грузии до 17, 19, 15 и 16 лет.

### Чемпионат Индонезии
С 2010 по 2013 год помогал Шегрту тренировать клубы чемпионата Индонезии. Сначала «Бали Девата», затем «ПСМ Макассар»

### «Динамо» (Батуми)
В 2013—2017 годах Шекиладзе работал спортивным директором и менеджером по развитию молодёжного футбола батумского «Динамо».

### Сборная Афганистана
В 2015—2016 годах Шекиладзе помогал Петару Шегрту тренировать национальную сборную Афганистана. Вместе они выиграли 6 из 8 официальных матчей. В квалификации на чемпионат мира 2018 команда трижды победила. Этот год был признан самым успешным для Афганистана.

### Сборная Мальдив
С марта 2018 года по декабрь 2019 года работал в сборной Мальдив в составе тренерского штаба Петара Сегрта.

### Сборная Таджикистана
В начале 2022 года в составе тренерского штаба Петара Шегрта пришёл в сборную Таджикистана. Под управлением этого тренерского штаба сборная Таджикистана впервые в истории пробилась на Кубок Азии и дошла до четвертьфинала турнира. В феврале 2024 года Шегрт трудовое соглашение с Шегртом было решено не продлевать, а пост главного тренера предложили Шекиладзе.

## Достижения

### «Динамо» (Батуми)
- Серебряный призёр чемпионата Грузии: 1997/98
- Бронзовый призёр чемпионата Грузии: 1996/97
- Обладатель Кубка Грузии: 1997/98
- Обладатель Суперкубка Грузии: 1998

### «Льерс»
- Обладатель Кубка Бельгии: 1998/99
- Обладатель Суперкубка Бельгии: 1999